# Mesochorus nikolauseus
Mesochorus nikolauseus är en stekelart som beskrevs av Schwenke 2004. Mesochorus nikolauseus ingår i släktet Mesochorus och familjen brokparasitsteklar. Inga underarter finns listade i Catalogue of Life.